# الحراكي (حمص)
بلدة «الـحـراكـي» التابعة لـ «منطقة المخرّم»، في محافظة حمص السورية، هي واحدة من بين العديد من البلدات السورية التي لا زالت تحمل اسم «الحراكي» نسبة إلى «آل الحراكي»، حيث تعود ملكيتهم كاملةً لرجالات هذه الأسرة الهاشمية الحسينية آن ذاك قبل ما يعرف بـ «الإصلاح الزراعي السوري».
ومن البلدات الأخرى التي لا زالت تحمل اسم هذه الأسرة التي تمتد جذورها إلى إلى أكثر من 850 عام في بلاد الشام؛ بلدة «الـحـراكـي» الواقعة في منطقة معرة النعمان في محافظة إدلب السورية.
لا تزال هاتان البلدتان تحملان اسم الآسرة الحراكية الحسينية الهاشمية، رغم مصادرتهما مع أكثر من 70 بلدة أخرى في شمال سوريا تحديدًا، بموجب قوانين ما يعرف بـ «الإصلاح الزراعي»، والذي ينص على الاستيلاء بشكل نهائي على كل الأراضي والأملاك الزائدة عن سقف الملكية لعدد من كبار المالكين، والتي سنتّ أواخر خمسينات القرن التاسع عشر (وفي عام 1958 تحديدًا).